# Hans Graf von Lehndorff
Hans Graf von Lehndorff (13 de abril de 1910 en Graditz - † 4 de septiembre de 1987 en Bonn) fue un médico y escritor alemán.

¡Sí, vosotras [las cigüeñas] podéis volar lejos! Pero, ¿y nosotros? ¿Qué será de nosotros y de nuestro país?

## Vida
Su padre, Siegfried Graf Lehndorff, portavoz de los ganaderos de Graditz y Trakehnen, se casó con una de las hijas del terrateniente Elard von Oldenburg-Januschau. Su madre, Maria von Oldenburg, solía ir con sus hijos a la residencia familiar con frecuencia. Dos de sus hermanos perecieron durante la Segunda Guerra Mundial. En 1944, su madre fue encarcelada por los nazis debido a su amistad con un sacerdote protestante y, un año más tarde, falleció junto con su hijo mayor durante su huida al oeste. Su primo, Heinrich Graf von Lehndorff-Steinort fue ahorcado como castigo por su implicación en el Atentado del 20 de julio de 1944 contra Adolf Hitler.
Hans Graf von Lehndorff estudió medicina y trabajó a finales de 1941 como médico interno en el hospital de Insterburgo, donde convivió con un grupo de feligreses protestantes en un momento de gran tensión política. A raíz de ello, se convirtió al protestantismo y se unió al movimiento de la Resistencia Alemana. 
A comienzos de 1945, cuando dirigía el hospital militar de Königsberg, presenció la Batalla de Königsberg y la toma de la ciudad por el Ejército Rojo.
Su vivencia de la conquista de su país natal entre 1945 y 1947 por las tropas soviéticas quedó plasmada en su libro Ostpreußischen Tagebuch, el cual se reeditó y llevó a la gran pantalla en el año 2000. Posteriormente, dirigió durante varios años un hospital en Bad Godesberg y se implicó con la diaconía del hospital. Contrajo matrimonio con Margarethe Gräfin Finck von Finckenstein.
Desde 1949 formó parte de la Orden de San Juan como caballero de honor y, desde, 1952, como caballero de justicia y posteriormente como comendador. De 1954 a 1962, dirigió la asociación prusiana para la Orden de San Juan.
Unos pocos meses después de la muerte de su mujer, fallece en Bad Godesberg.

## Homenajes
Hans Graf Lehndorff recibió en 1981 la medalla Preußenschild de la organización para los refugiados Landsmannschaft Ostpreußen y, en 1984, la medalla Paracelsus de la Asociación Alemana de Médicos (Bundesärztekammer). En 2006, se bautizó una calle con su nombre en la ciudad de Bonn, donde falleció.

## Obra
- Ein Bericht aus Ost- und Westpreußen 1945–1947. Dokumentation der Vertreibung der Deutschen aus Ost-Mitteleuropa, 3.er folleto, Bundesministerium für Vertriebene, Flüchtlinge und Kriegsgeschädigte; Düsseldorf 1960.
- Ostpreußisches Tagebuch. Aufzeichnungen eines Arztes aus den Jahren 1945–1947; Múnich 1961 (21. Auflage 2006).
- Die Briefe des Peter Pfaff 1943–1944 (Hrsg.); Wuppertal 1964.
- Die Insterburger Jahre. Mein Weg zur Bekennenden Kirche; Múnich 1969.
- Menschen, Pferde, weites Land. Kindheits- und Jugenderinnerungen, Múnich 1980.
- Lebensdank; 1983.
- „Komm in unsre stolze Welt“, Kirchenlied EG 428.

## Literatura
- Volker Klimpel: Von Insterburg nach Bonn. Der Chirurg und Schriftsteller Hans Graf von Lehndorff (1910-1987). CHAZ 11. Jahrgang, Heft 5 (2010): 313-317.